# Верх-Никитино
Верх-Никитино — деревня в Красноуфимском округе Свердловской области. Управляется Приданниковским сельским советом.

## География
Населённый пункт расположен рядом с деревней Нижнее Никитино в 3 километрах на запад от административного центра округа — города Красноуфимск.

### Часовой пояс
Верх-Никитино как и вся Свердловская область, находится в часовой зоне МСК+2. Смещение применяемого времени относительно UTC составляет +5:00.

## Население
| 2002 | 2010 | 2021 |
| ---- | ---- | ---- |
| 76   | ↘75  | ↗147 |

## Инфраструктура
В деревне расположены две улицы: Нагорная и Центральная.